# Освајачи олимпијских медаља у друмском бициклизму
Друмски бициклизам на Летњим олимпијским играма дебитовао је 1896. на играма у Атини. Следећа листа презентује све освајаче златних, сребрних и бронзаних медаља на Олимпијским играма у друмском бициклизму.

## Мушкарци

### Друмска трка
| Игре                 |                                           |                                     |                                      |
| 1896. Атина          | Аристидис Константинидис · Грчка          | Аугуст фон Гедрих · Немачка         | Едвард Бател · Уједињено Краљевство  |
| 1900–1924            | није део олимпијског програма             | није део олимпијског програма       | није део олимпијског програма        |
| 1928. Амстердам      | Хенри Хансен · Данска                     | Френк Саутол · Уједињено Краљевство | Јеста Карлсон · Шведска              |
| 1932. Лос Анђелес    | Атилио Певези · Италија                   | Гиљермо Сегато · Италија            | Бернхард Бриц · Шведска              |
| 1936. Берлин         | Робер Шарпентје · Француска               | Ги Лапеби · Француска               | Ернст Нивергелт · Швајцарска         |
| 1948. Лондон         | Жозе Бејар · Француска                    | Герит Вортинг · Холандија           | Лоде Воутерс · Белгија               |
| 1952. Хелсинки       | Андре Нојел · Белгија                     | Роберт Гронделарс · Белгија         | Еди Циглер · Немачка                 |
| 1956. Мелбурн        | Ерколе Балдини · Италија                  | Арно Жејр · Француска               | Алан Џексон · Уједињено Краљевство   |
| 1960. Рим            | Виктор Капитонов · Совјетски Савез        | Ливио Трапе · Италија               | Вили ван дер Берген · Белгија        |
| 1964. Токио          | Марио Занин · Италија                     | Кјелд Родиан · Данска               | Валтер Годефрот · Белгија            |
| 1968. Мексико Сити   | Пјерфранко Вјанели · Италија              | Лејф Мортенсен · Данска             | Јеста Петерсон · Шведска             |
| 1972. Минхен         | Хени Кејпер · Холандија                   | Кевин Сефтон · Аустралија           | није додељена                        |
| 1976. Монтреал       | Бернт Јохансон · Шведска                  | Ђузепе Мартинели · Италија          | Мјећислав Новицки · Пољска           |
| 1980. Москва         | Сергеј Сухорученков · Совјетски Савез     | Ћеслав Ланг · Пољска                | Јуриј Баринов · Совјетски Савез      |
| 1984. Лос Анђелес    | Алекси Гревол · Сједињене Америчке Државе | Стив Бауер · Канада                 | Даг Ото Леуритсен · Норвешка         |
| 1988. Сеул           | Олаф Лудвиг · Источна Немачка             | Бернд Грене · Западна Немачка       | Кристиан Хен · Западна Немачка       |
| 1992. Барселона      | Фабио Казартели · Италија                 | Ерик Декер · Холандија              | Дајнис Озолс · Летонија              |
| 1996. Атланта        | Паскал Ришар · Швајцарска                 | Ролф Серенсен · Данска              | Макс Скјандри · Уједињено Краљевство |
| 2000. Сиднеј         | Јан Улрих · Немачка                       | Александар Винокуров · Казахстан    | Андреас Кледен · Немачка             |
| 2004. Атина          | Паоло Бетини · Италија                    | Сержиу Паулињо · Португалија        | Аксел Меркс · Белгија                |
| 2008. Пекинг         | Самуел Санчез · Шпанија                   | Фабијан Канчелара · Швајцарска      | Александар Колобњев · Русија         |
| 2012. Лондон         | Александар Винокуров · Казахстан          | Ригоберто Уран · Колумбија          | Александер Кристоф · Норвешка        |
| 2016. Рио де Жанеиро | Грег ван Авермат · Белгија                | Јаков Фулсанг · Данска              | Рафал Мајка · Пољска                 |
| 2020. Токио          |                                           |                                     |                                      |

### Хронометар
| Игре                 |                                                      |                                                      |                                                      |
| 1912. Стокхолм       | Рудолф Луис · Јужноафричка Република                 | Фредерик Граб · Уједињено Краљевство                 | Карл Шуте · Сједињене Америчке Државе                |
| 1920. Антверпен      | Хари Стенквист · Шведска                             | Хенри Калтенбрун · Јужноафричка Република            | Фернан Кантелуб · Француска                          |
| 1924. Париз          | Арман Бланшоне · Француска                           | Хенри Хувенаерс · Белгија                            | Рене Амел · Француска                                |
| 1928–1992            | појединачни хронометар није део олимпијског програма | појединачни хронометар није део олимпијског програма | појединачни хронометар није део олимпијског програма |
| 1996. Атланта        | Мигел Индураин · Шпанија                             | Абрахам Олано · Шпанија                              | Крис Бордмен · Уједињено Краљевство                  |
| 2000. Сиднеј         | Вјачеслав Јекимов · Русија                           | Јан Улрих · Немачка                                  | није додељена                                        |
| 2004. Атина          | Вјачеслав Јекимов · Русија                           | Боби Џулич · Сједињене Америчке Државе               | Мајкл Роџерс · Аустралија                            |
| 2008. Пекинг         | Фабијан Канчелара · Швајцарска                       | Густав Ларсон · Шведска                              | Леви Лајфајмер · Сједињене Америчке Државе           |
| 2012. Лондон         | Бредли Вигинс · Уједињено Краљевство                 | Тони Мартин · Немачка                                | Крис Фрум · Уједињено Краљевство                     |
| 2016. Рио де Жанеиро | Фабијан Канчелара · Швајцарска                       | Том Димулен · Холандија                              | Крис Фрум · Уједињено Краљевство                     |
| 2020. Токио          |                                                      |                                                      |                                                      |

## Жене

### Друмска трка
| Игре                 |                                            |                                          |                                   |
| 1984. Лос Анђелес    | Кони Карпентер · Сједињене Америчке Државе | Ребека Твиг · Сједињене Америчке Државе  | Сандра Шумахер · Западна Немачка  |
| 1988. Сеул           | Моника Кнол · Холандија                    | Јута Нихаус · Западна Немачка            | Лајма Зилпорите · Совјетски Савез |
| 1992. Барселона      | Кати Ват · Аустралија                      | Жани Лонго · Француска                   | Моника Кнол · Холандија           |
| 1996. Атланта        | Жани Лонго · Француска                     | Имелда Кјапа · Италија                   | Клара Хјуз · Канада               |
| 2000. Сиднеј         | Леонтин Ван Морсел · Холандија             | Ханка Купфернагел · Немачка              | Диана Жилиујте · Литванија        |
| 2004. Атина          | Сара Кериган · Аустралија                  | Јудит Арнт · Немачка                     | Олга Сљусарева · Русија           |
| 2008. Пекинг         | Никол Кук · Уједињено Краљевство           | Ема Јохансон · Шведска                   | Татијана Гудерцо · Италија        |
| 2012. Лондон         | Маријане Вос · Холандија                   | Елизабет Армистед · Уједињено Краљевство | Олга Забелинскаја · Русија        |
| 2016. Рио де Жанеиро | Ана Ван дер Бреген · Холандија             | Ема Јохансон · Шведска                   | Елиза Лонго Боргини · Италија     |
| 2020. Токио          |                                            |                                          |                                   |

### Хронометар
| Игре                 |                                               |                                         |                                |
| 1996. Атланта        | Зуљфија Забирова · Русија                     | Жани Лонго · Француска                  | Клара Хјуз · Канада            |
| 2000. Сиднеј         | Леонтин Ван Морсел · Холандија                | Мери Холден · Сједињене Америчке Државе | Жани Лонго · Француска         |
| 2004. Атина          | Леонтин Ван Морсел · Холандија                | Дејдре Бари · Сједињене Америчке Државе | Карин Тиринг · Швајцарска      |
| 2008. Пекинг         | Кристин Армстронг · Сједињене Америчке Државе | Ема Пули · Уједињено Краљевство         | Карин Тиринг · Швајцарска      |
| 2012. Лондон         | Кристин Армстронг · Сједињене Америчке Државе | Јудит Арнт · Немачка                    | Олга Забелинскаја · Русија     |
| 2016. Рио де Жанеиро | Кристин Армстронг · Сједињене Америчке Државе | Олга Забелинскаја · Русија              | Ана Ван дер Бреген · Холандија |
| 2020. Токио          |                                               |                                         |                                |